# Alfred East

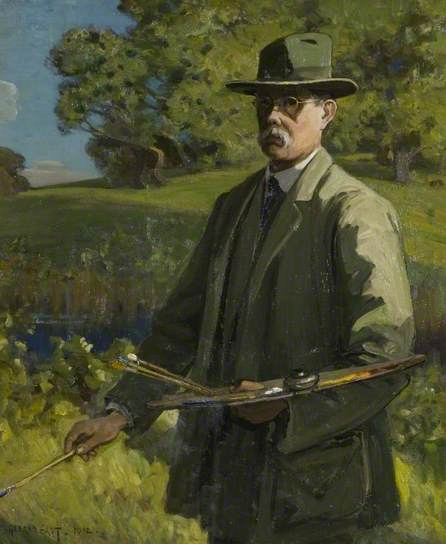
Autoritratto ad olio di Sir Alfred East, 1912

Sir Alfred East (Kettering, 15 dicembre 1844 – Londra, 28 settembre 1913) è stato un pittore, incisore e scrittore inglese.

## Biografia
Nato a Kettering, cittadina inglese della contea del Northamptonshire, si dice che sapesse disegnare ancor prima di essere in grado di parlare. Lì diplomatosi alla Grammar school, studiò poi alla Scuola d'arte di Glasgow e a Parigi dove è probabile sentì molto l'influenza della scuola di Barbizon che lascerà un'impronta romantica nel suo lavoro di paesaggista.
Circa trentenne decise di prestarsi totalmente alla sua vocazione per l'arte, contro il parere della famiglia che avrebbe preferito portasse avanti l'attività nell'ambito del settore calzaturiero, lasciò definitivamente Kettering.
Nell'aprile del 1888 partecipò assieme a T.C. Gotch e a W. Ayerst Ingram ad una mostra alla galleria Fine Art Society di Londra, l'anno seguente, Marcus Huish direttore della stessa galleria lo inviò in Giappone per sei mesi commissionandogli la pittura di quei paesaggi e quelle genti. La mostra che ne scaturì alla Fine Art Society nel 1890 con 104 dipinti ebbe un successo strepitoso.
La sua vita fu molto ricca di viaggi, sempre testimoniati dai paesaggi che egli riportava su tela, così alla fine e romantica descrizione del mutare delle ore e delle stagioni dei luoghi del Regno Unito, si aggiungono quelli, a partire dal 1892, della Spagna,Francia, Italia, Nord Africa e negli ultimi anni della sua apprezzata carriera persino negli Stati Uniti dove molti dei suoi quadri furono acquistati da musei.
Nel 1889 fu nominato associato della Royal Academy in cui esponva regolarmente dal 1883; poi nel 1913 ne divenne membro effettivo.
Nel 1906 fu eletto presidente della Royal Society of British Artists, ruolo che mantenne finché rimase in vita.
Nello stesso anno pubblicò "L'Arte del paesaggio nel colore ad olio", libro di 107 pagine illustrate dove egli descrive le sue tecniche dell'uso del colore ad olio, dell'incisione a mezzatinta e degli schizzi a matita. Nella prefazione egli avverte che i più grandi errori nella pittura dei paesaggi non si trovano nell'ambito della tecnica ma nell'atteggiamento del pittore verso la natura.
Nel 1906 gli fu conferito il cavalierato da re Edoardo VII. Il suo ritratto fu dipinto da Philip de László.
Il 31 luglio del 1913, dall'idea di John Alfred Gotch, aprì a Kettering l'Alfred East Art Gallery che è tuttora la galleria d'arte più antica del Northamptonshire.
Morì il 28 settembre 1913 nella sua casa di Londra a Belsize Park. La sua salma fu trasportata nella sua città natale ed esposta pubblicamente all'Alfred East Art Gallery circondata dai suoi quadri; lì si recarono le parecchie migliaia di persone che vollero rendergli l'ultimo omaggio.
Sue opere sono conservate ed esposte nelle collezioni pubbliche e private e nei musei più importanti tra i quali il Victoria and Albert Museum e la Tate Britain.

## Galleria di opere

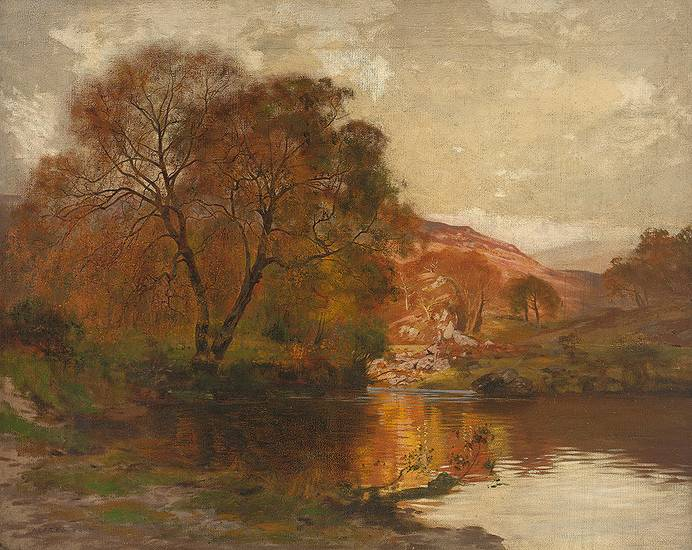
Lago in Autunno
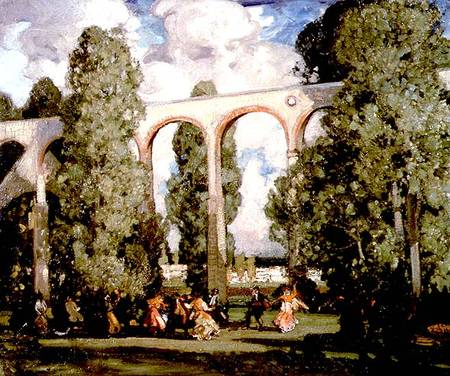
La Fiesta
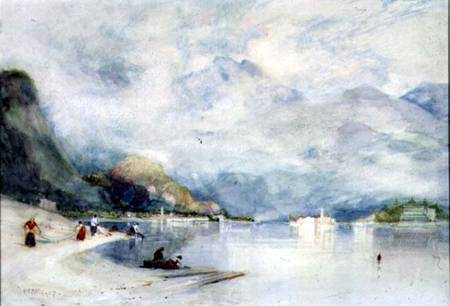
Lago Maggiore da Stresa
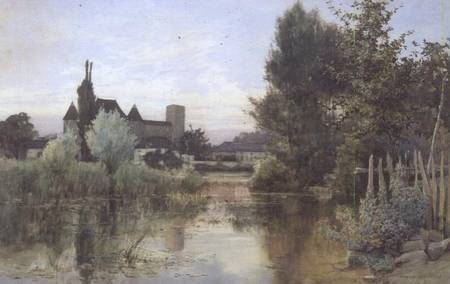
Château de Nemours